# Amphisbaena minuta
Amphisbaena minuta este o specie de reptile din genul Amphisbaena, familia Amphisbaenidae, ordinul Squamata, descrisă de Hulse și Mccoy 1979. Conform Catalogue of Life specia Amphisbaena minuta nu are subspecii cunoscute.